# Université technique de Toyohashi
L'Université technique de Toyohashi (豊橋技術科学大学, Toyohashi Gijutsu Kagaku Daigaku, couramment abrégée en Gikadai, 技科大) est une université nationale japonaise, située à Toyohashi dans la préfecture d'Aichi.

## Histoire
L'université est fondée en 1976.

## Composantes
L'université est structurée en faculté de 1er cycle (学部, gakubu), qui a la charge des étudiants de 1er cycle universitaire, et en faculté de cycles supérieurs (研究科, kenkyūka), qui a la charge des étudiants de 2e et 3e cycle universitaire.

### Facultés de1ercycle
L'université compte 1 faculté de 1er cycle (学部, gakubu).
- Faculté d'ingénierie, qui compte 9 départements[2]

### Facultés de cycles supérieur
L'université compte 1 facultés de cycle supérieurs (研究科, kenkyūka).
- Faculté 'ingénierie, qui compte 9 département en 2e cycle, et 4 département en 3e cycle[2].

## ancien étudiant
- Otsuichi, écrivain